# سوراج
سوراج (بالروسية: Сураж) هي إحدى مدن روسيا في الكيان الفدرالي الروسي بريانسك أوبلاست.